# Vaso Paša
Vaso Paša (алб. Vaso Pasha, Vaso Pashë Shkodrani; Skadar, 1825. — Bejrut, 29. jun 1892), Albanac po nacionalnoj pripadnosti, je bio pisac, pesnik i publicista, jedan od osnivača Centralnog komiteta za zaštitu prava albanskog naroda u Istanbulu i guverner Libana od 1882. do svoje smrti.
Govorio je italijanski, francuski, engleski i srpski jezik, a pred kraj života je savladao arapski, i naravno turski jezik.